# Dicterias atrosanguinea
'Dicterias atrosanguinea é uma espécie de libelinha da família Dicteriadidae.
É endémica do Brasil.
Os seus habitats naturais são: florestas subtropicais ou tropicais húmidas de baixa altitude e rios.
Está ameaçada por perda de habitat.